# 巴斯·路亞達
路亞達（Bas Roorda），1973年2月13日生于阿森，是荷蘭职业足球运动员。此前曾效力格羅寧根、NEC奈梅亨、洛達及PSV燕豪芬。

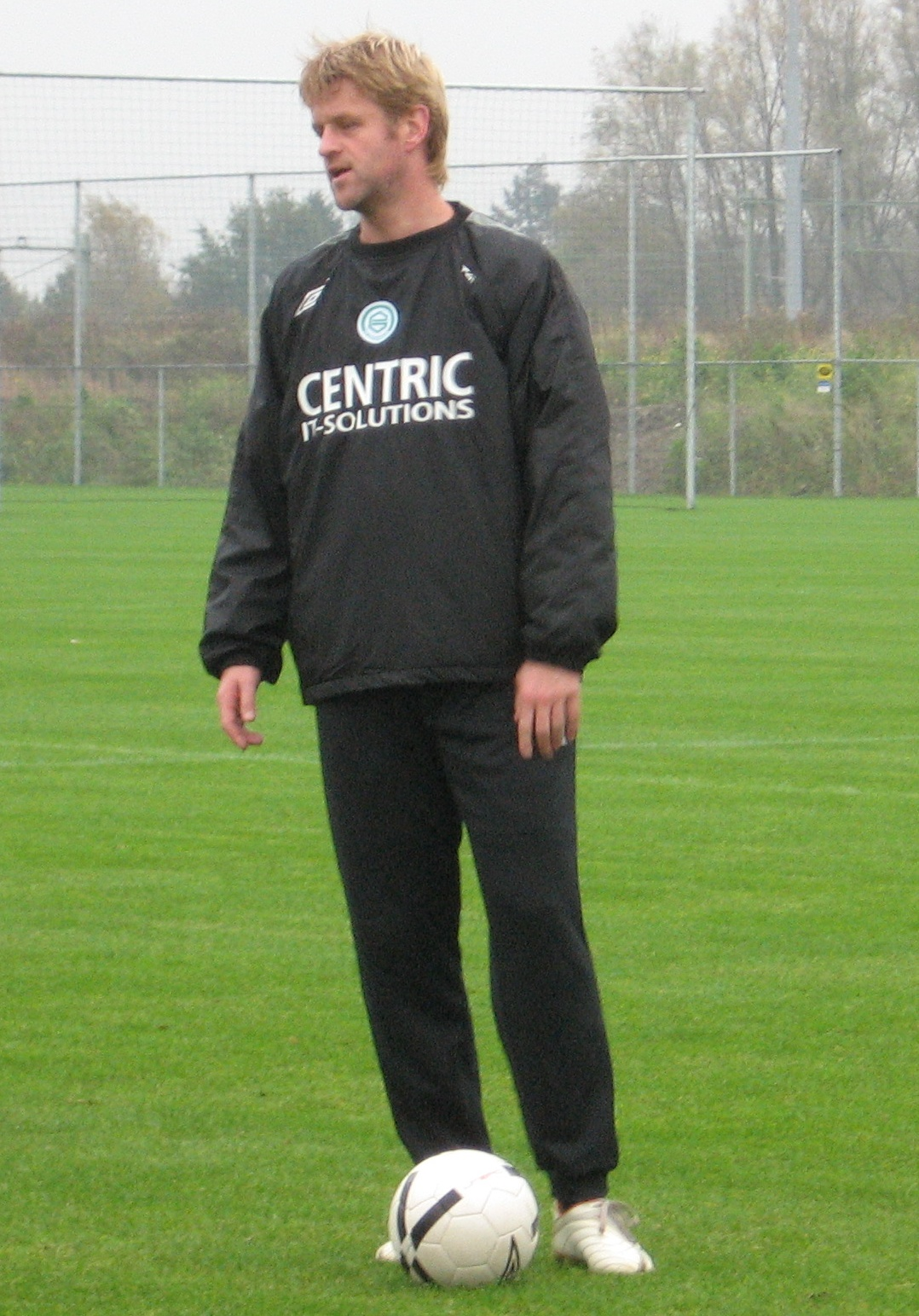
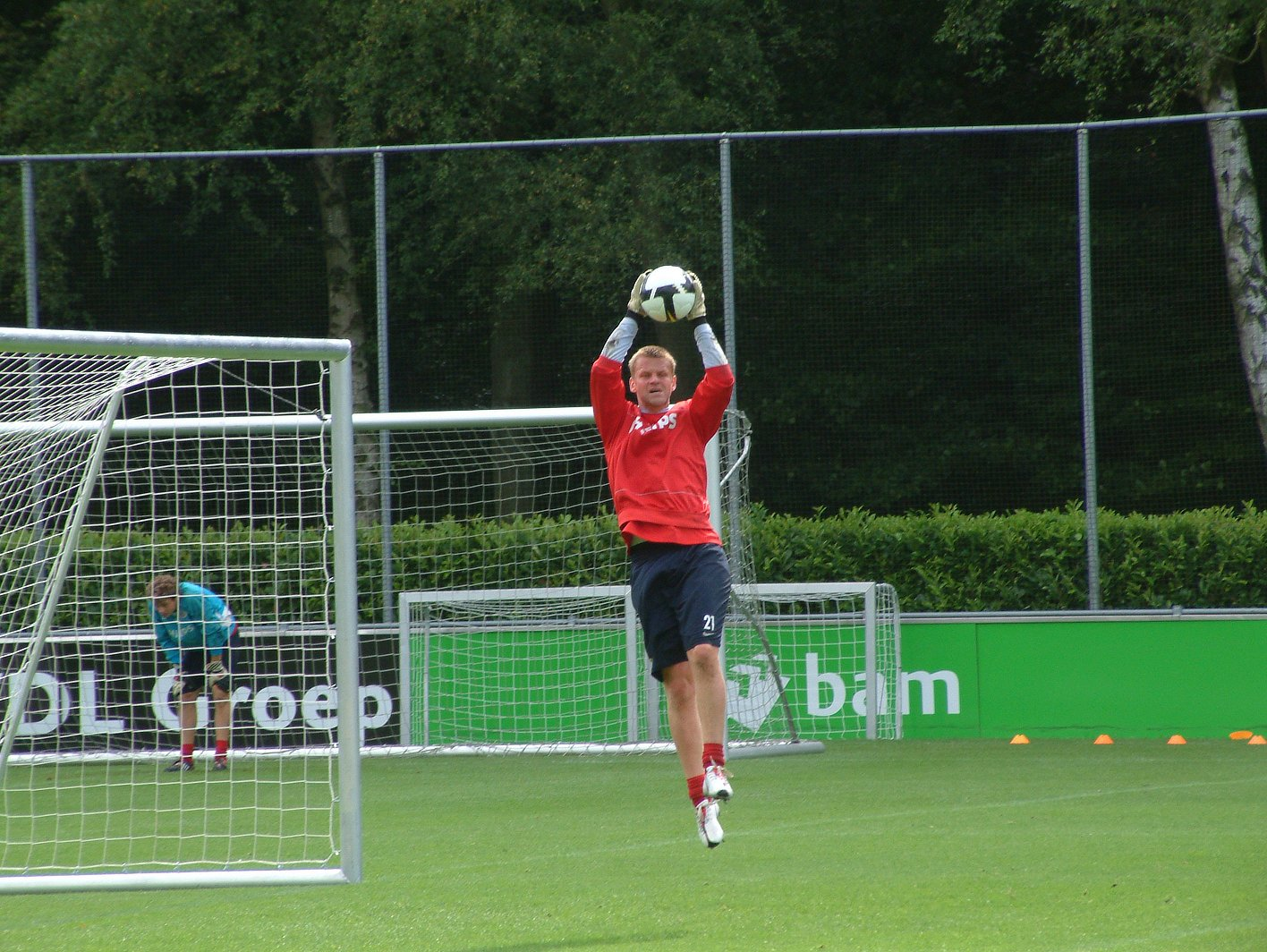